# Solanum hieronymi
Solanum hieronymi là loài thực vật có hoa trong họ Cà. Loài này được Kuntze miêu tả khoa học đầu tiên năm 1898.